# Кащенково
Кащенково (укр. Кащенкове) — село, Мутинский сельский совет, Кролевецкий район, Сумская область, Украина.
Код КОАТУУ — 5922686304. Население по переписи 2001 года составляло 2 человека .

## Географическое положение
Село Кащенково находится на расстоянии в 7,5 км от города Кролевец по автомобильной дороге Т-1907. На расстоянии до 1 км расположены сёла Хоменково, Отрохово и Кубахово.